# Tetuo Kudo
Tetuo Kudo (1958) è un astronomo giapponese.

## Biografia
Si occupa in particolare di astrofotografia e di ricerca di comete. Ha coscoperto con Shigehisa Fujikawa la cometa non periodica C/2002 X5 Kudo-Fujikawa.

## Riconoscimenti
Nel 2003 è stato uno dei vincitori del Edgar Wilson Award. Gli è stato dedicato un asteroide, 110742 Tetuokudo.